# Puig del Molí de Vent (Palamós)
El Puig del Molí de Vent és una muntanya de 56 metres que es troba al municipi de Palamós, a la comarca catalana del Baix Empordà.
Al cim podem trobar-hi un vèrtex geodèsic (referència 312103022).